# 丹麦自由军团
丹麦自由军团（丹麦语：Frikorps Danmark）是二战期间德国党卫军的一支部队，由来自丹麦的合作主义志愿者组成。它是在1941年6月德国入侵苏联后立即由丹麦国家社会主义工人党（DNSAP）发起倡议成立的，随后得到丹麦政府的认可，授权丹麦皇家陆军军官入伍。该部队参加了东线战役，并于1943年解散。战争期间，约有6,000名丹麦人加入该部队，其中包括77名丹麦皇家陆军军官。

### 文献
- Claus Bundgård Christensen, Niels Bo Poulsen & Peter Scharff Smith, Under Hagekors og Dannebrog - Danskere i Waffen SS 1940-45, Aschehoug, 1998. (In Danish with English summary). ISBN .
- Lidegaard, Bo. . Danmarks Nationalleksikon. 2003  [2023-12-19]. ISBN 9788777890932. （原始内容存档于2023-07-15）.
- Stein, George H. . Cornell University Press. 1984. ISBN 978-0801492754.
- Littlejohn, David. . London: Heinemann. 1972. OCLC 463008186.